# McLeod’s Light Railways

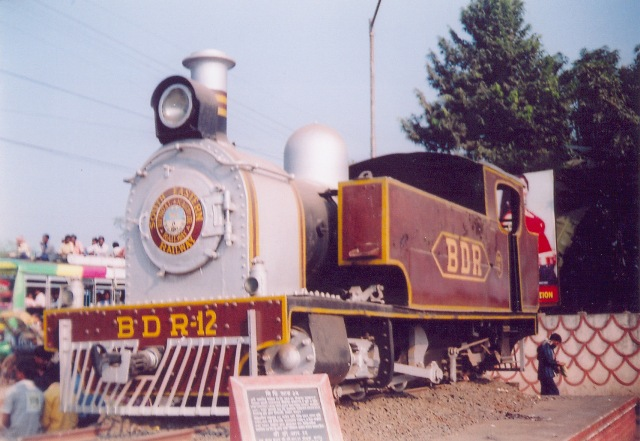
Erhaltene Lokomotive Nr. 12 der Bankura–Damodar River Railway

Die von dem britischen Unternehmen McLeod Russell & Co. Ltd in Kalkutta gegründete Gesellschaft McLeod & Company baute und betrieb ab 1915 vier Schmalspurbahnen mit einer Gesamtlänge von über 240 km in der Spurweite 762 mm im indischen Bundesstaat Westbengalen. Jede Linie wurde von einer eigenen Gesellschaft betrieben, die alle im Besitz der McLeod’s Light Railways Company waren. Zusätzlich übernahm die Gesellschaft von 1915 bis 1924 den Betrieb der Jessore–Jhenidah Light Railway. Die Gesellschaften blieben noch lange nach der Unabhängigkeit Indiens 1947 eigenständig, die letzte wurde erst 1967 verstaatlicht.

## Ahmadpur–Katwa Railway (AKR)

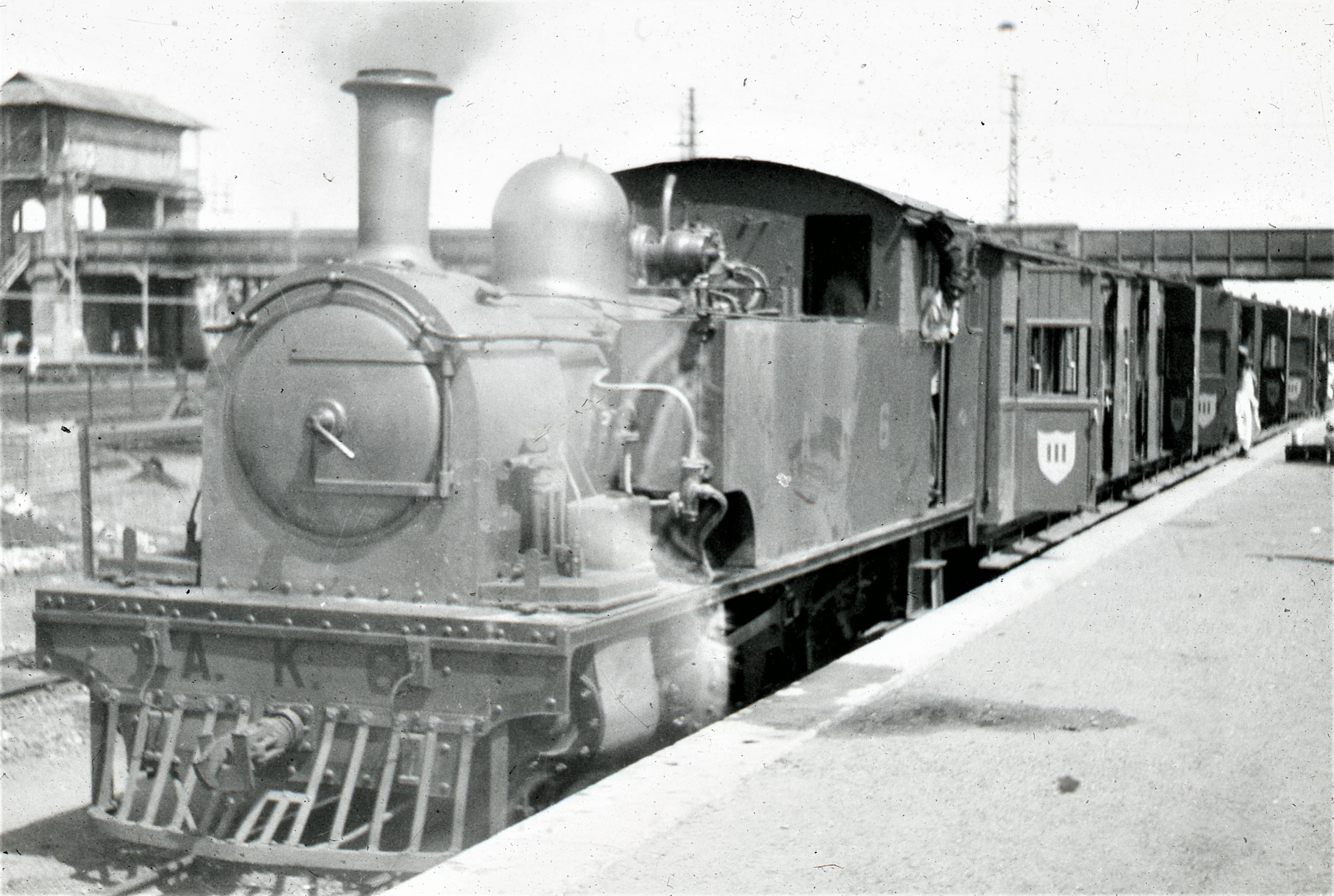
Lokomotive Nr. 6 der AKR im Mai 1945 in Burdwan

Die rund 52 km lange Strecke von Ahmadpur im Distrikt Latur nach Katwa, wo sie mit der BKR verbunden war, wurde am 29. September 1917 eröffnet.
1936 verfügte die Gesellschaft über 3 Lokomotiven, 23 Personen- und 22 Güterwagen. Die Lokomotive Nr. 6, gebaut 1916 von W. G. Bagnall in England, ist erhalten geblieben und steht heute vor dem Bahnhof in Howrah.
Die Bahnstrecke wurde 1966 von den Indian Railways (IR) übernommen und in die regionale Eastern Railway eingegliedert. Zwischen 2013 und 2017 erfolgte die Umspurung auf die indische Breitspur. Am 24. Mai 2018 wurde die neue Breitspurstrecke für Personenzüge geöffnet.

## Bankura–Damodar River Railway (BDRR)

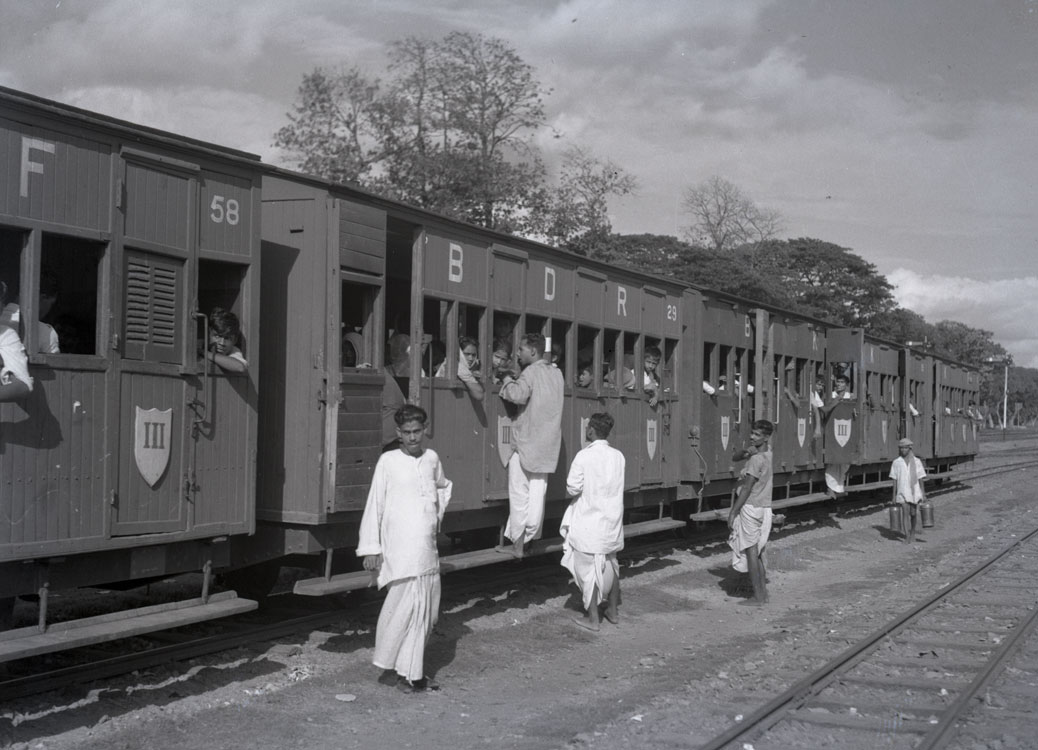
Personenzug der BDRR 1944

Die 96 km lange Bahnstrecke wurde in Teilabschnitten zwischen 15. Dezember 1916 und 6. Juni 1917 eröffnet. Sie verlief ostwärts von Bankura nach Raynagar in der Nähe des Flusses Damodar und wurde auch oft kurz mit Bankura–Damodar Railway bezeichnet.
Die Gesellschaft verfügte 1936 über 9 Lokomotiven, 33 Personen- und 73 Güterwagen.
Am 1. Juli 1967 übernahmen die Indian Railways den Betrieb und gliederten die Strecke in die regionale South Eastern Railway ein. Die Strecke wurde 1995 geschlossen und ab 2005 umgespurt.

## Burdwan–Katwa Railway (BKR)
Am 1. Dezember 1915 wurde die 52 km lange Strecke von Burdwan nach Katwa, wo sie ab September 1917 an die AKR anschloss, eröffnet.
1936 besaß die BKR 6 Lokomotiven, 26 Personen- und 37 Güterwagen. Die Lokomotive Nr. 4 ist erhalten geblieben und steht heute vor dem Taj Rambagh Palace Hotel in Jaipur.
Die Bahnstrecke wurde 1966 von den IR übernommen und in die regionale Eastern Railway eingegliedert. Am 1. Dezember 2014 wurde sie stillgelegt und auf Breitspur umgespurt. Am 12. Januar 2018 wurde die neue Breitspurstrecke eröffnet.

## Kalighat–Falta Railway (KFR)
Die am 28. Mai 1917 eröffnete 42 km lange Bahnstrecke führte von Kalighat, heute ein Stadtteil von Kolkata, nach Falta am Ufer des Hooghly River. Bis 7. Mai 1920 wurde sie von Kalighat um knapp 1,5 km bis nach Majherhat erweitert.
1936 befanden sich im Bestand der KFR 10 Lokomotiven, 46 Personen- und 45 Güterwagen. Das bei der Einstellung der KFR noch existierende Rollmaterial wurde danach bei den drei anderen Bahnen der McLeod's Light Railways eingesetzt. Alle Personenwagen, die im Einsatz waren, wurden 1917 von der Metropolitan Amalgamated Railway Carriage and Wagon Company gebaut.
Die Bahn wurde am 31. März 1957 von der indischen Regierung übernommen, die am Folgetag den Betrieb einstellte. Auf der früheren Gleistrasse wurde später eine Straße gebaut.

## Klassifizierung
Die einzelnen Bahnen wurden nach der von der indischen Regierung 1926 eingeführten Indian Railway Classification als Eisenbahnen der Klasse III eingestuft.